# Windsor (hrabstwo Windsor)
Windsor – jednostka osadnicza w Stanach Zjednoczonych, w stanie Vermont, w hrabstwie Windsor.